# Cyrtopogon lateralis
Cyrtopogon lateralis är en tvåvingeart som först beskrevs av Fallen 1814.  Cyrtopogon lateralis ingår i släktet Cyrtopogon och familjen rovflugor. Arten är reproducerande i Sverige. Inga underarter finns listade i Catalogue of Life.